# Giovanni Aldobrandini
Giovanni Aldobrandini (ur. w 1525 w Fano, zm. 7 września 1573 w Rzymie) − włoski biskup i kardynał, rodzony brat papieża Klemensa VIII.
Należał do znanej rodziny Aldobrandinich, był synem prawnika Silvestro Aldobrandiniego. Konsekrowany na biskupa diecezji w Imoli 8 grudnia 1569, kreowany kardynałem 17 maja 1570. Uczestniczył w konklawe w 1572.